# Pseudoefedrin
Pseudoefedrin (často označovaný jako PSE) je sympatomimetický amin běžně používaný jako dekongescencium. Soli pseudoefedrin-hydrochlorid a pseudoefedrin-sulfát jsou obsaženy v mnoha volně prodejných léčivých přípravcích buď samostatně, nebo v kombinaci s antihistaminiky, paracetamolem nebo ibuprofenem. Je to diastereomer efedrinu.

## Účinky
Na rozdíl od antihistaminik, která tlumí různé alergické symptomy tím, že působí jako antagonisté na histaminových receptorech, pseudoefedrin primárně tlumí překrvení nosní sliznice obvykle spjaté s rýmou nebo alergiemi.
Výhodou orálně podávaného pseudoefedrinu oproti povrchovým nosním přípravkům, například oxymetazolinu, je to, že nevzniká opětovné překrvení (rhinitis medicamentosa, medikamentózní rýma). Má však častější nežádoucí účinky včetně hypertenze.

## Zneužívání
Volně prodejná léčiva obsahující pseudoefedrin (Modafen, Nurofen Stopgrip, Paralen Plus) jsou v České republice zneužívána při výrobě metamfetaminu (pervitinu). Proto jsou nyní léčiva s touto složkou řazena do skupiny léků „volně prodejných s omezením“, tedy je mj. omezen počet vydávaných balení a kupující musí prokázat totožnost.